# Campeonato Piauiense de Futebol Feminino de 2021
O Campeonato Piauiense Feminino de 2021 foi a décima segunda edição desta competição futebolística da modalidade feminina organizada pela Federação de Futebol do Piauí (FFP).
Foi disputada por cinco equipes entre os dias 25 de novembro e 12 de dezembro. A decisão, por sua vez, foi protagonizada por Abelhas Rainhas e Teresina. No confronto decisivo, o Teresina venceu nos pênaltis e conquistou o seu primeiro título.

## Participantes e regulamento
O regulamento do Campeonato Piauiense Feminino consistiu em duas fases: na primeira, as cinco agremiações participantes se enfrentaram em pontos corridos em turno único. Após as cinco rodadas, os dois primeiros colocados se classificaram para a decisão. Esta foi disputada também em partida única. Todos os jogos foram realizados no Lindolfo Monteiro, em Teresina. Os cinco participantes foram:
| Equipe          | Cidade   | Títulos                                             |
| --------------- | -------- | --------------------------------------------------- |
| Abelhas Rainhas | Picos    | 1 (2014)                                            |
| Fluminense-PI   | Teresina | —                                                   |
| Skill Red       | Teresina | —                                                   |
| Teresina        | Teresina | —                                                   |
| Tiradentes-PI   | Teresina | 8 (2008, 2009, 2010, 2012, 2015, 2017, 2018 e 2019) |

## Resultados
Os resultados das partidas da competição estão apresentados nos chaveamentos abaixo. A primeira fase foi disputada por pontos corridos, com os seguintes critérios de desempate sendo adotados em caso de igualdades: número de vitórias, saldo de gols, número de gols marcados, número de cartões vermelhos recebidos, número cartões amarelos recebidos e sorteio. Por outro lado, a final consistirá em partida única, o vencedor do confronto conquistará uma vaga para Série A3 de 2022.

### Final
| 12 de dezembro | Abelhas Rainhas                                  | 3 – 3  | Teresina                        | Lindolfo Monteiro, Teresina          |
| 16h00min       | Ana Beatriz 38' · Marcilene 90+1' · Raiara 90+3' | Súmula | Raylanne 43', 56' · Luzia 90+4' | Árbitro: Nailton dos Santos Pinheiro |

|  |       | Penalidades |
|  | 2 − 3 |             |